# استان آدانا
آدانا نام یکی از استان‌های ترکیه است که مرکز آن هم شهری با عنوان آدانا است.

## جغرافیا
این استان در ساحل مدیترانه واقع شده و مرکز آن یعنی شهر آدانا دارای ١،٧٠٠،۰۰۰ نفر جمعیت بوده و بعد از استانبول، آنکارا، ازمیر و بورسا پنجمین شهر بزرگ ترکیه می‌باشد.

محل استان آدانا

## سایت‌های مربوطه
- (فرانسوی): Présentation Adana
- (فرانسوی): Découvrir Adana